# Ordine della famiglia reale della regina Elisabetta II
L'ordine della famiglia reale della regina Elisabetta II (in inglese: Royal Family Order of Queen Elizabeth II) è una onorificenza del Regno Unito non più conferita ma ancora inclusa nel sistema premiale britannico, tradizionalmente posta in stato di quiescenza dalla morte del sovrano fondatore, concessa dalla regina Elisabetta II come segno di particolare stima personale ai soli membri femminili della famiglia reale del Regno Unito o per particolari servizi verso la propria persona.

## Storia
L'ordine della famiglia reale della regina Elisabetta II venne istituito nel 1952, nell'anno dell'ascesa al trono della Sovrana, dopo la morte del padre re Giorgio VI.

## Insegne
La medaglia dell'Ordine è composta da un cammeo raffigurante la regina Elisabetta II, indossante le insegne dell'Ordine della Giarrettiera, realizzato originariamente su avorio, su vetro dal 2017, circondato da una cornice in argento e diamanti e sormontato dalla Corona dei Tudor. Il rovescio in argento dorato e smalti è modellato a raggi e raffigura le cifre reale "EIIR" e la corona di S. Edoardo.
Il nastro è di seta gialla.
È indossato sulla spalla sinistra. È possibile indossare più Ordini familiari contemporaneamente, posti dall'alto al basso in ordine di conferimento.

## Elenco degli insigniti

### Attuali
- 1952: principessa Alexandra, l'onorevole Lady Ogilvy, cugina della regina Elisabetta II
- 1961: Katherine, duchessa di Kent, moglie del principe Edoardo, duca di Kent, cugino della regina Elisabetta II
- 1969: Anna, Principessa Reale, secondogenita della regina Elisabetta II
- 1973: Brigitte, duchessa di Gloucester, moglie del principe Riccardo, duca di Gloucester, cugino della regina Elisabetta II
- 2004: Sophie, contessa di Wessex, poi duchessa di Edimburgo, moglie del principe Edoardo, duca di Edimburgo, nuora della regina Elisabetta II
- 2007: Camilla, duchessa di Cornovaglia, poi regina consorte, seconda moglie del futuro re Carlo III, nuora della regina Elisabetta II
- 2017: Catherine, duchessa di Cambridge, poi principessa del Galles, moglie del principe William, nipote della regina Elisabetta II

### Deceduti
- 1952-1953: Maria di Teck, già regina del Regno Unito e imperatrice d'India consorte, vedova di re Giorgio V, nonna della regina Elisabetta II
- 1952-2002: Elizabeth Bowes-Lyon, già regina del Regno Unito e ultima imperatrice d'India consorte, moglie di re Giorgio VI, poi regina madre, madre della regina Elisabetta II
- 1952-2002: Margaret, contessa di Snowdon, figlia di re Giorgio VI, sorella della regina Elisabetta II
- 1952-1965: Mary, Principessa Reale, sorella di re Giorgio VI, zia della regina Elisabetta II
- 1952-2004: Alice, duchessa di Gloucester, zia della regina Elisabetta II
- 1952-1968: principessa Marina di Grecia e di Danimarca, zia della regina Elisabetta II
- 1952-1981: Alice, contessa di Athlone, cugina di secondo grado della regina Elisabetta II
- 1981-1997: Diana, principessa del Galles, prima moglie di Carlo, principe di Galles, nuora della regina Elisabetta II